# Croix-Paquet
Croix-Paquet è una stazione della linea C della metropolitana di Lione.
È situato accanto al giardino di Place Croix-Paquet, alle pendici della Croix-Rousse, nel I arrondissement di Lione.

## Storia
La stazione di “Croix-Paquet” è entrata in servizio il 12 aprile 1891 come capolinea inferiore della linea funicolare Croix-Paquet e è rimasta tale fino alla chiusura della linea, avvenuta il 3 luglio 1972.
Riaperta il 6 dicembre 1974 dopo la trasformazione della vecchia funicolare in ferrovia a cremagliera, era adiacente alle officine originarie della linea, situate nel giardino fino alla costruzione di quelle di Hénon nel 1984, quando la linea fu prolungata fino alla stazione di Cuire.
In origine, la stazione doveva chiudere con l'ampliamento della stazione Hôtel de Ville - Louis Pradel il 2 maggio 1978, perché troppo vicina a quest'ultimo e situata proprio su una pendenza del 17,4%. La stazione è stata riaperta il 15 settembre successivo, in seguito alle lamentele dei residenti locali, ed è stata dotata di marciapiedi temporanei e poi ricostruiti nel 1984.

## Interscambi
Nelle vicinanze della stazione effettuano fermata diverse linee di autobus urbani ed interurbani.
- Fermata autobus

## Servizi
La stazione dispone di:
- Accessibilità per portatori di handicap
- Ascensori